# Lepanthes cotyledon
Lepanthes cotyledon är en orkidéart som beskrevs av Carlyle August Luer. Lepanthes cotyledon ingår i släktet Lepanthes och familjen orkidéer. Inga underarter finns listade i Catalogue of Life.